# Kugelflächenfunktionen

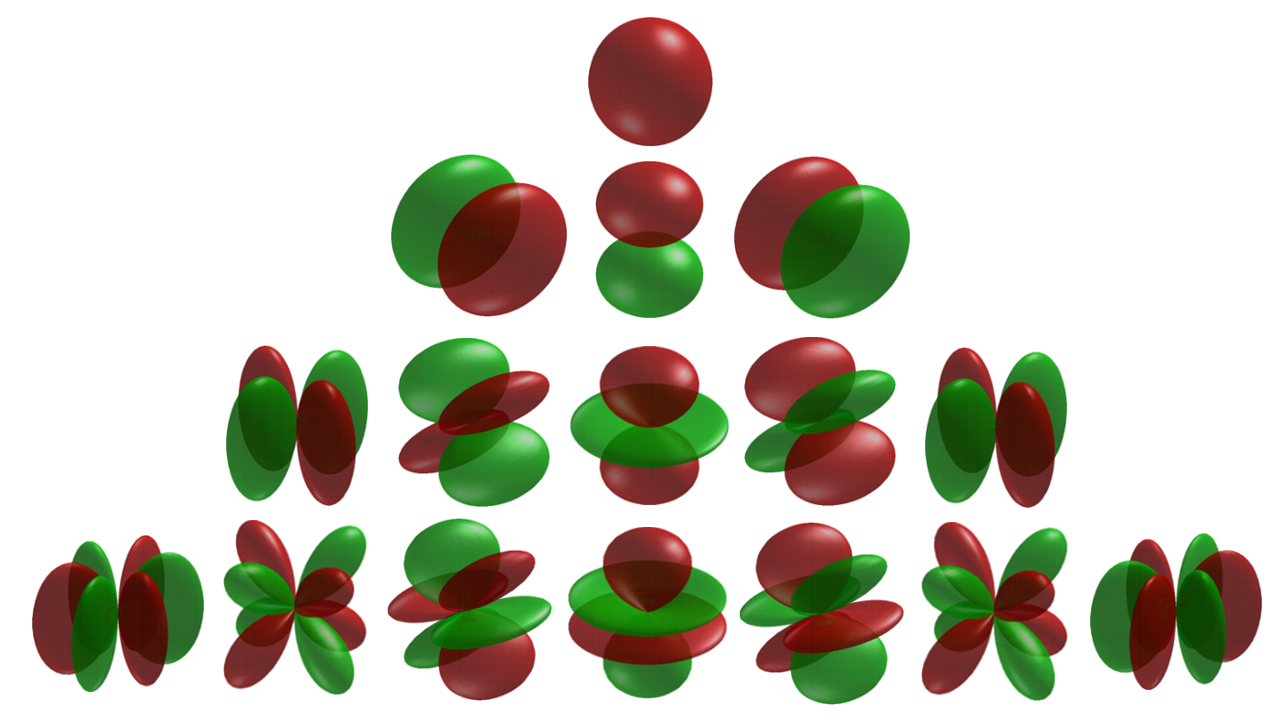
Darstellung des Betrags des Realanteils der ersten Kugelflächenfunktionen als Radius in kartesischen Koordinaten. Die Farben geben das Vorzeichen der Kugelflächenfunktion an (rot entspricht positiv, grün entspricht negativ).

Veranschaulichung des Realanteils einiger Kugelflächenfunktionen (um die z-Achse rotierend) auf der Einheitskugel. Dargestellt ist, wobei der Zeile und der Spalte entspricht. Zeilen und Spalten werden jeweils bei null beginnend durchnummeriert.

Die Kugelflächenfunktionen sind ein vollständiger und orthonormaler Satz von Eigenfunktionen des Winkelanteils des Laplace-Operators. Dieser Winkelanteil zeigt sich, wenn der Laplace-Operator in Kugelkoordinaten geschrieben wird. Die Eigenwertgleichung lautet:
{\displaystyle \left({\frac {\partial ^{2}}{\partial \vartheta ^{2}}}+{\frac {\cos \vartheta }{\sin \vartheta }}{\frac {\partial }{\partial \vartheta }}+{\frac {1}{\sin ^{2}\vartheta }}{\frac {\partial ^{2}}{\partial \varphi ^{2}}}\right)Y_{lm}(\vartheta ,\varphi )=-l(l+1)Y_{lm}(\vartheta ,\varphi )}
Die Eigenfunktionen sind die Kugelflächenfunktionen {\displaystyle Y_{lm}(\vartheta ,\varphi )}, dabei sind {\displaystyle N_{lm}} Normierungsfaktoren und {\displaystyle P_{lm}(z)} die zugeordneten Legendrepolynome (Details siehe unten):
{\displaystyle Y_{lm}:\;\left[0,\pi \right]\times \left[0,2\pi \right]\rightarrow \mathbb {C} ,\quad (\vartheta ,\varphi )\mapsto {\frac {1}{\sqrt {2\pi }}}\,N_{lm}\,P_{lm}(\cos \vartheta )\,e^{\mathrm {i} m\varphi }} {\displaystyle \quad {\text{mit}}\quad N_{lm}:={\sqrt {{\tfrac {2l+1}{2}}\,{\tfrac {(l-m)!}{(l+m)!}}}}}
Besonders in der theoretischen Physik haben die Kugelflächenfunktionen eine große Bedeutung für die Lösung partieller Differentialgleichungen. Sie treten zum Beispiel bei der Berechnung von Atomorbitalen auf, da die beschreibende zeitunabhängige Schrödingergleichung den Laplace-Operator enthält und sich das Problem am besten in Kugelkoordinaten lösen lässt. Auch die in der Elektrostatik auftretenden Randwertprobleme können elegant durch die Entwicklung nach Kugelflächenfunktionen gelöst werden. In der Geophysik und Geodäsie werden die Kugelflächenfunktionen bei der Approximation des Geoids  und des Magnetfeldes verwendet.

## Zusammenhang mit dem Laplace-Operator
Der Winkelanteil des Laplace-Operators zeigt sich, wenn dieser in Kugelkoordinaten geschrieben wird:
{\displaystyle \Delta ={\frac {\partial ^{2}}{\partial r^{2}}}+{\frac {2}{r}}{\frac {\partial }{\partial r}}+{\frac {1}{r^{2}}}\left({\frac {\partial ^{2}}{\partial \vartheta ^{2}}}+{\frac {\cos \vartheta }{\sin \vartheta }}{\frac {\partial }{\partial \vartheta }}+{\frac {1}{\sin ^{2}\vartheta }}{\frac {\partial ^{2}}{\partial \varphi ^{2}}}\right)=\Delta _{r}+{\frac {1}{r^{2}}}\Delta _{\vartheta ,\varphi }}
Der rechte, eingeklammerte Teil wird hier als Winkelanteil {\displaystyle \Delta _{\vartheta ,\varphi }} bezeichnet. Er ist direkt proportional zum Quadrat des Drehimpulsoperators {\displaystyle {\hat {\mathbf {L} }}^{2}=-\hbar ^{2}\Delta _{\vartheta ,\varphi }}.
Die Laplacesche Differentialgleichung in Kugelkoordinaten
{\displaystyle \Delta f(r,\vartheta ,\varphi )\ =0}
hat neben der trivialen Lösung, {\displaystyle f=0}, verschiedenste Lösungen mit vielen technischen Anwendungen.
Zur Lösung wird folgender Produktansatz verwendet, wobei {\displaystyle R_{l}(r)} nur vom Radius und {\displaystyle Y_{lm}(\vartheta ,\varphi )} nur von Polar- und Azimutwinkel abhängt:
{\displaystyle f(r,\vartheta ,\varphi )=R_{l}(r)Y_{lm}(\vartheta ,\varphi )}
Dies ergibt eingesetzt:
{\displaystyle \Delta R_{l}(r)Y_{lm}(\vartheta ,\varphi )=Y_{lm}(\vartheta ,\varphi )\Delta _{r}R_{l}(r)+{\frac {R_{l}(r)}{r^{2}}}\Delta _{\vartheta ,\varphi }Y_{lm}(\vartheta ,\varphi )=0}
Multiplikation von {\displaystyle r^{2}} und Division durch {\displaystyle R_{l}(r)Y_{lm}(\vartheta ,\varphi )} liefert:
{\displaystyle {\frac {r^{2}\Delta _{r}R_{l}(r)}{R_{l}(r)}}+{\frac {\Delta _{\vartheta ,\varphi }Y_{lm}(\vartheta ,\varphi )}{Y_{lm}(\vartheta ,\varphi )}}=0}
Diese Gleichung kann nur erfüllt werden, wenn in beiden Summanden unabhängig voneinander Radius und Winkel variierbar sind. Beide Summanden müssen somit denselben konstanten Wert annehmen, der zu {\displaystyle l(l+1)} gewählt wird (diese Festlegung erweist sich später als sinnvoll):
{\displaystyle {\frac {r^{2}\Delta _{r}R_{l}(r)}{R_{l}(r)}}=l(l+1)=-{\frac {\Delta _{\vartheta ,\varphi }Y_{lm}(\vartheta ,\varphi )}{Y_{lm}(\vartheta ,\varphi )}}}
Durch dieses Verfahren, welches Separationsansatz genannt wird, wurde also das ursprüngliche Problem, nämlich die Lösung der Laplace-Gleichung (partielle Differentialgleichung mit drei unabhängigen Variablen), auf das einfachere Problem der Lösung einer gewöhnlichen Differentialgleichung (Radialgleichung)
{\displaystyle \Delta _{r}R_{l}(r)={\frac {l(l+1)}{r^{2}}}R_{l}(r)}
und einer partiellen Differentialgleichung mit zwei unabhängigen Variablen (winkelabhängige Gleichung), die gerade von den Kugelflächenfunktionen erfüllt wird, reduziert.
{\displaystyle \Delta _{\vartheta ,\varphi }Y_{lm}(\vartheta ,\varphi )=-l(l+1)Y_{lm}(\vartheta ,\varphi )}
Nun lässt sich aufgrund der Orthogonalität und Vollständigkeit der Kugelflächenfunktionen zeigen, dass sich jede quadratintegrable Funktion aus diesen speziellen Funktionen als Summe zusammensetzen lässt:
{\displaystyle f(r,\vartheta ,\varphi )\ =\sum _{l,m}R_{l}(r)Y_{lm}(\vartheta ,\varphi )}
Aufgrund der Linearität des Laplace-Operators lassen sich also durch Addition der Lösungen der Radialgleichung, multipliziert mit den Kugelflächenfunktionen, beliebig viele Lösungen der Laplace-Gleichung konstruieren. Damit ergibt sich automatisch eine Darstellung des Lösungsraumes der Laplace-Gleichung.
Die Kugelfunktionen wurden besonders von Legendre (Kugelfunktionen erster Art), Laplace (Kugelfunktionen zweiter Art) und Carl Gottfried Neumann (Kugelfunktionen mit mehreren Veränderlichen) behandelt.

## Lösung der Eigenwertgleichung
Die Eigenwertgleichung
{\displaystyle \left({\frac {\partial ^{2}}{\partial \vartheta ^{2}}}+{\frac {\cos \vartheta }{\sin \vartheta }}{\frac {\partial }{\partial \vartheta }}+{\frac {1}{\sin ^{2}\vartheta }}{\frac {\partial ^{2}}{\partial \varphi ^{2}}}\right)Y_{lm}(\vartheta ,\varphi )=-l(l+1)Y_{lm}(\vartheta ,\varphi )}
wird mit folgendem Produktansatz separiert:
{\displaystyle Y_{lm}(\vartheta ,\varphi )=\Theta _{lm}(\vartheta )\Phi _{m}(\varphi )}
Umsortieren liefert:
{\displaystyle \underbrace {{\frac {\sin ^{2}\vartheta }{\Theta _{lm}(\vartheta )}}\left({\frac {\partial ^{2}}{\partial \vartheta ^{2}}}+{\frac {\cos \vartheta }{\sin \vartheta }}{\frac {\partial }{\partial \vartheta }}\right)\Theta _{lm}(\vartheta )+\sin ^{2}(\vartheta )(l(l+1))} _{m^{2}}=\underbrace {-{\frac {1}{\Phi _{m}(\varphi )}}{\frac {\partial ^{2}}{\partial \varphi ^{2}}}\Phi _{m}(\varphi )} _{m^{2}}}
Um beide Seiten getrennt voneinander variieren zu können, müssen beide Seiten den gleichen konstanten Wert annehmen. Diese Separationskonstante wird als {\displaystyle m^{2}} gewählt. Es ergeben sich zwei gewöhnliche Differentialgleichungen, die Polargleichung
{\displaystyle {\frac {1}{\Theta _{lm}(\vartheta )}}\left({\frac {\partial ^{2}}{\partial \vartheta ^{2}}}+{\frac {\cos \vartheta }{\sin \vartheta }}{\frac {\partial }{\partial \vartheta }}\right)\Theta _{lm}(\vartheta )={\frac {m^{2}}{\sin ^{2}\vartheta }}-l(l+1)}
und die Azimutalgleichung.
{\displaystyle {\frac {\partial ^{2}}{\partial \varphi ^{2}}}\Phi _{m}(\varphi )=-m^{2}\Phi _{m}(\varphi )}
Die Azimutalgleichung wird durch {\displaystyle \Phi _{m}(\varphi )=A\exp(\mathrm {i} m\varphi )} gelöst, wobei die {\displaystyle m} wegen der Zusatzbedingung der Eindeutigkeit auf der Kugeloberfläche {\displaystyle \Phi _{m}(\varphi +2\pi )=\Phi _{m}(\varphi )} eingeschränkt sind auf ganze Zahlen {\displaystyle \exp(\mathrm {i} m2\pi )=1}. Mit {\displaystyle \int _{0}^{2\pi }|\Phi _{m}(\varphi )|^{2}\mathrm {d} \varphi {\overset {!}{=}}1} erhält man die normierte Lösung der Azimutalgleichung:
{\displaystyle \Phi _{m}(\varphi )={\frac {1}{\sqrt {2\pi }}}\exp(\mathrm {i} m\varphi ),\quad m\in \mathbb {Z} }
Die Polargleichung kann mit einem Potenzreihenansatz gelöst werden. Die Lösungen sind nur dann endlich, eindeutig und stetig, wenn
{\displaystyle l\in \mathbb {N} _{0},\quad |m|\leq l}.
Dann sind die Lösungen die zugeordneten Legendrepolynome {\displaystyle P_{lm}(\cos \vartheta )} und mit {\displaystyle \int _{0}^{\pi }|\Theta _{lm}(\vartheta )|^{2}\sin(\vartheta )\mathrm {d} \vartheta {\overset {!}{=}}1} erhält man die normierte Lösung der Polargleichung:
{\displaystyle \Theta _{lm}(\vartheta )={\sqrt {{\frac {2l+1}{2}}\cdot {\frac {(l-m)!}{(l+m)!}}}}\,\,P_{lm}(\cos \vartheta )}
Die Gesamtlösung des Winkelanteils ist das Produkt aus den beiden erhaltenen Lösungen, nämlich die Kugelflächenfunktionen.
{\displaystyle Y_{lm}(\vartheta ,\varphi )=\Theta _{lm}(\vartheta )\Phi _{m}(\varphi )={\frac {1}{\sqrt {2\pi }}}{\sqrt {{\frac {2l+1}{2}}\cdot {\frac {(l-m)!}{(l+m)!}}}}\,\,P_{lm}(\cos \vartheta )\exp(\mathrm {i} m\varphi )}

## Darstellung

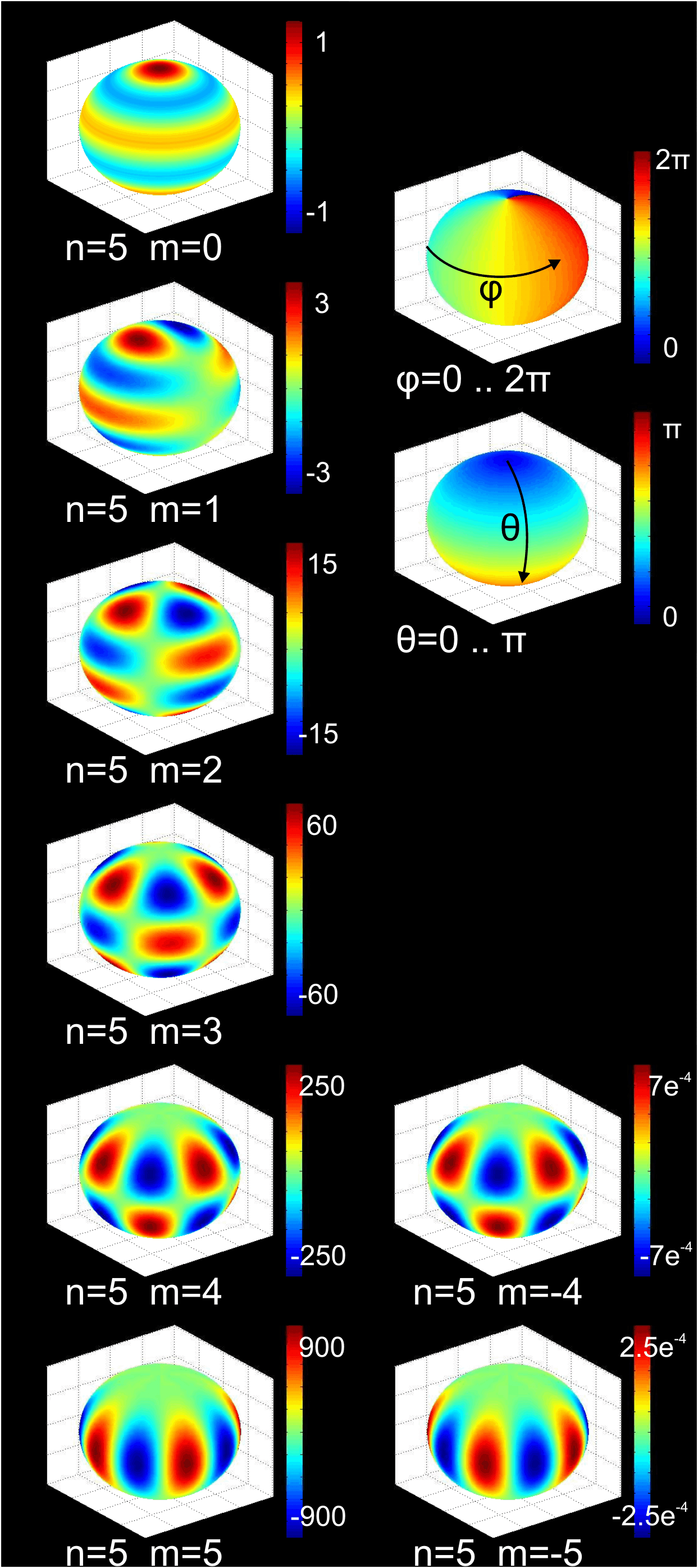
3D Plot der Kugelflächenfunktionen (hier statt und statt) für Grad

Die Darstellung der Kugelflächenfunktionen {\displaystyle Y_{lm}:S^{2}\rightarrow \mathbb {C} } ergibt sich als Lösung der oben genannten Eigenwertgleichung. Die konkrete Rechnung liefert:
{\displaystyle Y_{lm}(\vartheta ,\varphi ):={\frac {1}{\sqrt {2\pi }}}N_{lm}P_{lm}(\cos \vartheta )e^{\mathrm {i} m\varphi }}
Dabei sind
{\displaystyle P_{lm}(x):={\frac {(-1)^{m}}{2^{l}l!}}(1-x^{2})^{\frac {m}{2}}{\frac {\mathrm {d} ^{l+m}}{\mathrm {d} x^{l+m}}}(x^{2}-1)^{l}}
die zugeordneten Legendrepolynome und
{\displaystyle N_{lm}:={\sqrt {{\frac {2l+1}{2}}\cdot {\frac {(l-m)!}{(l+m)!}}}}}
sind Normierungsfaktoren. Mitunter ist die Berechnung über:
{\displaystyle P_{lm}(x)=(-1)^{m}(1-x^{2})^{\frac {m}{2}}\left({\frac {\partial }{\partial x}}\right)^{m}P_{l}(x)}
mit
{\displaystyle P_{l}(x)={\frac {1}{2^{l}}}\sum _{k=0}^{\lfloor l/2\rfloor }(-1)^{k}{\frac {(2l-2k)!}{k!(l-k)!(l-2k)!}}x^{l-2k}}
vorteilhafter ({\displaystyle \lfloor l/2\rfloor :={\mathrm {abrunden} }(l/2)}), da {\displaystyle l}-faches Ableiten entfällt.
Eine andere Definition geht über homogene, harmonische Polynome. Diese sind durch ihren Wert auf der Sphäre eindeutig bestimmt. Jedes homogene harmonische Polynom vom Grad n lässt sich als Linearkombination von Kugelflächenfunktionen multipliziert mit {\displaystyle r^{n}} schreiben und umgekehrt. Wählt man beispielsweise die Funktion, die konstant 1 ist, als Basis des eindimensionalen Vektorraumes der 0-homogenen harmonischen Polynome und x, y und z als Basis des dreidimensionalen Vektorraumes der 1-homogenen, so erhält man in Kugelkoordinaten nach Division von {\displaystyle r^{n}}  die Funktionen
{\displaystyle 1{\frac {}{}}}
{\displaystyle \cos {\varphi }\sin \vartheta =\Re {(e^{\mathrm {i} \varphi })}\sin \vartheta },
{\displaystyle \sin \varphi \sin \vartheta =\Im {(e^{\mathrm {i} \varphi })}\sin \vartheta },
{\displaystyle \cos \vartheta {\frac {}{}}}.
Für die homogenen Polynome vom Grad 2 erkennt man in der Liste unten schnell auch die Terme {\displaystyle x^{2}-y^{2},xy,x^{2}+y^{2}-2z^{2}{\frac {}{}}} wieder, nur mit einem falschen Vorfaktor.

## Eigenschaften
Die Kugelflächenfunktionen haben folgende Eigenschaften:
- Orthonormalitätsrelation: ({\displaystyle \delta _{ij}} ist das Kronecker-Delta)

{\displaystyle {\begin{aligned}&\int Y_{lm}^{*}(\vartheta ,\varphi )\,Y_{l'm'}(\vartheta ,\varphi )\mathrm {d} \Omega \\&\quad =\int _{0}^{2\pi }\int _{0}^{\pi }Y_{lm}^{*}(\vartheta ,\varphi )\,Y_{l'm'}(\vartheta ,\varphi )\,\sin {\vartheta }\,\mathrm {d} \vartheta \,\mathrm {d} \varphi \\&\quad =\delta _{l\,l'}\,\delta _{mm'}\\\end{aligned}}}
- Vollständigkeit: ({\displaystyle \delta (x)} ist die Delta-Distribution)

{\displaystyle \sum _{l=0}^{\infty }\sum _{m=-l}^{l}Y_{lm}^{*}(\vartheta ',\varphi ')\,Y_{lm}(\vartheta ,\varphi )=\delta (\varphi -\varphi ')\delta (\cos {\vartheta }-\cos {\vartheta '})}
- Parität: Der Übergang {\displaystyle {\vec {r}}\rightarrow -{\vec {r}}} sieht in Kugelkoordinaten folgendermaßen aus: {\displaystyle (r,\vartheta ,\varphi )\rightarrow (r,\pi -\vartheta ,\pi +\varphi )}. Unter dieser Transformation verhalten sich die Kugelflächenfunktionen wie folgt:

{\displaystyle Y_{lm}(\pi -\vartheta ,\pi +\varphi )=(-1)^{l}\cdot Y_{lm}(\vartheta ,\varphi )}
- Komplexe Konjugation: Die jeweiligen {\displaystyle Y_{l,-m}} erhält man aus den {\displaystyle Y_{lm}} durch:

{\displaystyle Y_{l,-m}(\vartheta ,\varphi )=(-1)^{m}\cdot Y_{lm}^{*}(\vartheta ,\varphi )}

## Entwicklung nach Kugelflächenfunktionen
Die Kugelflächenfunktionen bilden ein vollständiges Funktionensystem. Daher können alle quadratintegrablen Funktionen {\displaystyle f(\vartheta ,\varphi )} (mit {\displaystyle \vartheta } und {\displaystyle \varphi } im Sinne der Kugelkoordinaten) nach den Kugelflächenfunktionen entwickelt werden:
{\displaystyle f(\vartheta ,\varphi )=\sum _{l=0}^{\infty }\sum _{m=-l}^{+l}c_{lm}Y_{lm}(\vartheta ,\varphi )}
Die Entwicklungskoeffizienten {\displaystyle c_{lm}} berechnen sich zu:
{\displaystyle c_{lm}=\int _{\varphi =0}^{2\pi }\int _{\vartheta =0}^{\pi }Y_{lm}^{*}(\vartheta ,\varphi )\cdot f(\vartheta ,\varphi )\cdot \sin \vartheta \,\mathrm {d} \vartheta \,\mathrm {d} \varphi }
Dabei ist {\displaystyle Y_{lm}^{*}(\vartheta ,\varphi )} das komplex-konjugierte zu {\displaystyle Y_{lm}(\vartheta ,\varphi )}. Die Darstellung einer Funktion {\displaystyle f(x)} mit {\displaystyle \sin }- und {\displaystyle \cos }-Funktion als Fourierreihe ist ein Analogon zur Entwicklung einer zweidimensionalen Funktion {\displaystyle f(\vartheta ,\varphi )} mit {\displaystyle Y_{lm}(\vartheta ,\varphi )} auf einer Kugeloberfläche.

## Additionstheorem
Ein Resultat für die Kugelflächenfunktionen ist das Additionstheorem. Hierfür seien zwei Einheitsvektoren {\displaystyle {\vec {x}}} und {\displaystyle {\vec {x}}'} durch Kugelkoordinaten {\displaystyle (\vartheta ,\,\varphi )} bzw. {\displaystyle (\vartheta ',\,\varphi ')} dargestellt. Für den Winkel {\displaystyle \gamma } zwischen diesen beiden Vektoren gilt dann
{\displaystyle \cos \gamma =\cos \vartheta \cos \vartheta '+\sin \vartheta \sin \vartheta '\cos(\varphi -\varphi ')\,.}
Das Additionstheorem für Kugelflächenfunktionen besagt nun
{\displaystyle P_{l}(\cos \gamma )={\frac {4\pi }{2l+1}}\sum _{m=-l}^{l}Y_{lm}(\vartheta ,\varphi )Y_{lm}^{*}(\vartheta ',\varphi ').}
Das Theorem kann auch anstelle der Kugelflächenfunktionen {\displaystyle Y_{lm}} mit den zugeordneten Legendrefunktionen {\displaystyle P_{lm}} geschrieben werden
{\displaystyle P_{l}(\cos \gamma )=P_{l}(\cos \vartheta )P_{l}(\cos \vartheta ')+2\sum _{m=1}^{l}{\frac {(l-m)!}{(l+m)!}}P_{lm}(\cos \vartheta )P_{lm}(\cos \vartheta ')\cos(m(\varphi -\varphi ')).}
Für {\displaystyle \gamma =0} erhält man aus dem Additionstheorem
{\displaystyle \sum _{m=-l}^{l}|Y_{lm}(\vartheta ,\varphi )|^{2}={\frac {2l+1}{4\pi }}.}
Dies kann als eine Verallgemeinerung der Identität {\displaystyle \cos ^{2}\vartheta +\sin ^{2}\vartheta =1} auf drei Dimensionen angesehen werden und ist als Unsöld-Theorem (nach Albrecht Unsöld) bekannt.

## Die ersten Kugelflächenfunktionen
| Ylm    | l = 0                                       | l = 1                                                                                   | l = 2 | l = 3 |
| ------ | ------------------------------------------- | --------------------------------------------------------------------------------------- | --- | --- |
| m = −3 |                                             |                                                                                         | | {\displaystyle {\sqrt {\tfrac {35}{64\pi }}}\sin ^{3}{\vartheta }\,e^{-3\mathrm {i} \varphi }}                                 |
| m = −2 |                                             |                                                                                         | {\displaystyle {\sqrt {\tfrac {15}{32\pi }}}\sin ^{2}{\vartheta }\,e^{-2\mathrm {i} \varphi }}              | {\displaystyle {\sqrt {\tfrac {105}{32\pi }}}\sin ^{2}{\vartheta }\cos {\vartheta }\,e^{-2\mathrm {i} \varphi }}               |
| m = −1 |                                             | {\displaystyle {\sqrt {\tfrac {3}{8\pi }}}\sin {\vartheta }\,e^{-\mathrm {i} \varphi }} | {\displaystyle {\sqrt {\tfrac {15}{8\pi }}}\sin {\vartheta }\,\cos {\vartheta }\,e^{-\mathrm {i} \varphi }} | {\displaystyle {\sqrt {\tfrac {21}{64\pi }}}\sin {\vartheta }\left(5\cos ^{2}{\vartheta }-1\right)\,e^{-\mathrm {i} \varphi }} |
| m = 0  | {\displaystyle {\sqrt {\tfrac {1}{4\pi }}}} | {\displaystyle {\sqrt {\tfrac {3}{4\pi }}}\cos {\vartheta }}                            | {\displaystyle {\sqrt {\tfrac {5}{16\pi }}}\left(3\cos ^{2}{\vartheta }-1\right)}                           | {\displaystyle {\sqrt {\tfrac {7}{16\pi }}}\left(5\cos ^{3}{\vartheta }-3\cos {\vartheta }\right)}                             |
| m = 1  |                                             | {\displaystyle -{\sqrt {\tfrac {3}{8\pi }}}\sin {\vartheta }\,e^{\mathrm {i} \varphi }} | {\displaystyle -{\sqrt {\tfrac {15}{8\pi }}}\sin {\vartheta }\,\cos {\vartheta }\,e^{\mathrm {i} \varphi }} | {\displaystyle -{\sqrt {\tfrac {21}{64\pi }}}\sin {\vartheta }\left(5\cos ^{2}{\vartheta }-1\right)\,e^{\mathrm {i} \varphi }} |
| m = 2  |                                             |                                                                                         | {\displaystyle {\sqrt {\tfrac {15}{32\pi }}}\sin ^{2}{\vartheta }\,e^{2\mathrm {i} \varphi }}               | {\displaystyle {\sqrt {\tfrac {105}{32\pi }}}\sin ^{2}{\vartheta }\cos {\vartheta }\,e^{2\mathrm {i} \varphi }}                |
| m = 3  |                                             |                                                                                         | | {\displaystyle -{\sqrt {\tfrac {35}{64\pi }}}\sin ^{3}{\vartheta }\,e^{3\mathrm {i} \varphi }}                                 |

## Anwendungen

### Quantenmechanik
Als Eigenfunktionen des Winkelanteils des Laplaceoperators sind die Kugelflächenfunktionen zugleich Eigenfunktionen des Drehimpulsoperators zur Nebenquantenzahl {\displaystyle l} als Eigenwert. Daher spielen sie eine große Rolle bei der Beschreibung von Atomzuständen. Ferner ist
{\displaystyle {\hat {\mathbf {L} }}^{2}Y_{l,m}(\theta ,\varphi )=\hbar ^{2}l(l+1)Y_{l,m}(\theta ,\varphi )}
{\displaystyle {\hat {L}}_{z}Y_{l,m}(\theta ,\varphi )=\hbar mY_{l,m}(\theta ,\varphi )}

### Lösung der Laplace-Gleichung
Für jedes {\displaystyle l} ist die Funktion {\displaystyle r^{l}Y_{lm}(\theta ,\varphi )} Lösung der Laplace-Gleichung in drei Dimensionen, denn die Funktion {\displaystyle R_{l}(r)=r^{l}} erfüllt gerade obige Gleichung
{\displaystyle \Delta _{r}R_{l}(r)={\frac {l(l+1)}{r^{2}}}R_{l}(r)}.
Jede Lösung der Laplace-Gleichung lässt sich nun eindeutig als
{\displaystyle \sum _{l,m}c_{lm}r^{l}Y_{lm}}
darstellen. Somit lässt sich mit den Kugelflächenfunktionen die Laplace-Gleichung mit sphärischen Dirichlet-Randbedingungen lösen: Legen die Randbedingungen den Wert der Lösung {\displaystyle f}, die auf der abgeschlossenen Einheitskugel definiert sein soll, auf eine bestimmte quadratintegrable Funktion {\displaystyle f|_{S_{2}}} auf der Einheitssphäre fest, so lässt sich {\displaystyle f|_{S_{2}}} nach Kugelflächenfunktionen entwickeln, wodurch sich die Koeffizienten {\displaystyle c_{lm}} und damit auf eindeutige Weise ganz {\displaystyle f} ergeben. Auf Grundlage dieser Erkenntnis der Lösbarkeit mit sphärischen Randbedingungen lässt sich die allgemeine Lösbarkeit des Dirichlet-Problems der Laplace-Gleichung für hinreichend glatte Randbedingungen zeigen, dieser Beweis geht auf Oskar Perron zurück. Das Dirichlet-Problem findet Anwendung in der Elektrostatik und Magnetostatik. Zum Lösen der Laplace-Gleichung, bei der eine Funktion gesucht ist, die außerhalb einer Kugel definiert ist und im Unendlichen verschwindet, zu gegebenen Randbedingungen, ist der Ansatz einer Zerlegung
{\displaystyle \sum _{l,m}c_{lm}r^{-l-1}Y_{lm}}
möglich, der ebenfalls stets eine Lösung der Laplace-Gleichung zu den gegebenen Randbedingungen liefert.

### Nomenklatur in der Geophysik

Wenn m gleich Null ist (oben links), sind die Schwingungsfunktionen nicht von der geographischen Länge abhängig und werden als zonal'sektoriell bezeichnet. In den anderen Fällen decken die Funktionen die Kugel ab und werden als tesseral bezeichnet.

In der Geophysik wird unterschieden zwischen:
- zonal ({\displaystyle m=0}): unabhängig von Längengrad {\displaystyle \varphi }
- sektoriell ({\displaystyle m=l}): schwingen nur entlang des Längengrades {\displaystyle \varphi }

{\displaystyle Y_{ll}(\vartheta ,\varphi ):={\frac {(-1)}{l!}}^{l}{\sqrt {\frac {(2l+1)!}{4^{l+1}\pi }}}\sin ^{l}\vartheta e^{\mathrm {i} l\varphi }}
- tesseral (sonst): längen- und breitengradabhängig